# Celonites kostylevi
Celonites kostylevi är en stekelart som beskrevs av Panfilov 1961. Celonites kostylevi ingår i släktet Celonites och familjen Masaridae. Inga underarter finns listade.